# آدلاید لرو
آدلاید لرو (انگلیسی: Adélaïde Leroux؛ زادهٔ ۳۰ دسامبر ۱۹۸۲) یک هنرپیشه اهل فرانسه است. وی از سال ۲۰۰۶ میلادی تاکنون مشغول فعالیت بوده‌است. 
از فیلم‌ها یا برنامه‌های تلویزیونی که وی در آن نقش داشته است می‌توان به سرافین و فلاندر اشاره کرد.